# Elio Sparano
Elio Sparano (Catania, 15 febbraio 1926 – Milano, 15 luglio 2004) è stato un giornalista e conduttore televisivo italiano.

## Biografia
Iniziò la professione di giornalista poco più che ventenne, nel 1947, come cronista al quotidiano la Provincia Pavese. Entrò poi in Rai nel 1955 dopo aver frequentato un corso da telecronista, andando a infoltire le file della redazione del telegiornale guidato da Vittorio Veltroni in un'epoca di grandi cambiamenti sociali e con l'avvento della neonata televisione che imponeva, anche al giornalismo, l'adozione di un nuovo e apposito linguaggio.
È stato poi inviato speciale alla Mostra del cinema di Venezia e vice responsabile della redazione Rai di Milano alla fine degli anni settanta e poi responsabile dal 1982 fino al 1991. Fra i suoi reportage maggiori si ricordano quello relativo alla morte del presidente dell'Eni Enrico Mattei e quello inerente all'attentato terroristico contro il collega Indro Montanelli.
Autore e protagonista di programmi e rubriche televisive di successo (fra le altre Check-up, Biglietto d' invito, viaggio nella grande industria italiana, La Domenica Sportiva e Nord chiama Sud), è stato conduttore di TG l'Una.
Fra i riconoscimenti ottenuti in carriera figurano nel 1971 il Premiolino, nel 1975 il Premio Madonnina, nel 1990 il Premio Alfio Russo, e nel 2002 il premio Ischia.